# Ilhas Pelágias
As ilhas Pelágias (em italiano Isole Pelagie) compõem um arquipélago de três ilhas situadas no mar da África, no meio do Mediterrâneo, entre a costa da Tunísia e da Sicília. Representam a ponta meridional da Itália.
A maior ilha do arquipélago é Lampedusa, com cerca de 20 km² de superfície e a mais populosa das três (5000 habitantes). A segunda ilha em extensão é Linosa, enquanto a menor é a desabitada Lampione. No total contam com cerca de 5500 habitantes. As costas são altas e acidentadas. A altitude máxima do arquipélago se encontra em Linosa (ilha de origem vulcânica) e mais precisamente no monte Vulcano (186 metros). Atualmente o arquipélago representa o único sítio de reprodução das tartarugas-cabeçudas.